# Lukavec (Vysočina)
Lukavec (in tedesco Lukawetz) è un comune mercato della Repubblica Ceca facente parte del distretto di Pelhřimov, nella regione di Vysočina.

## Galleria d'immagini

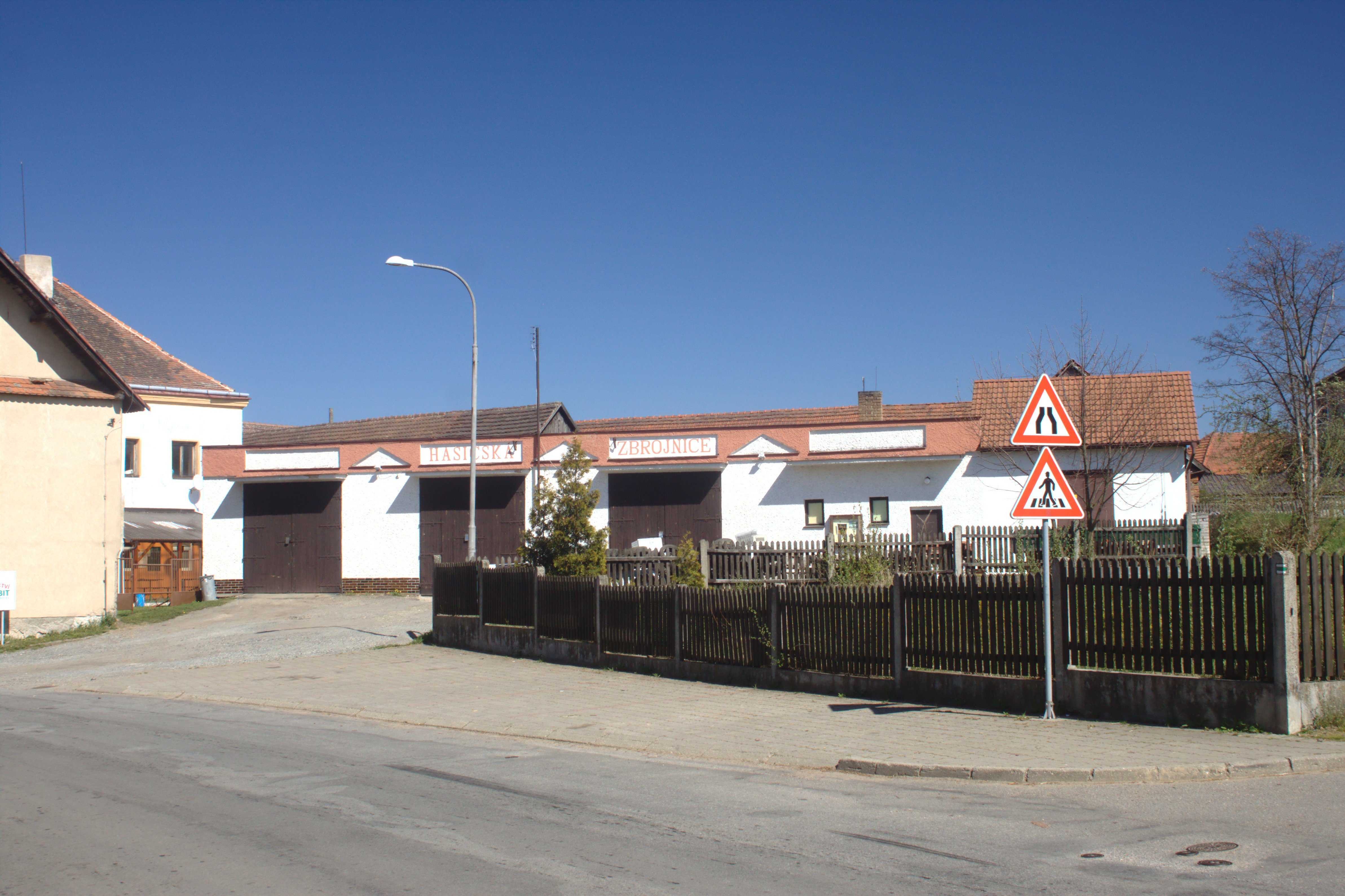
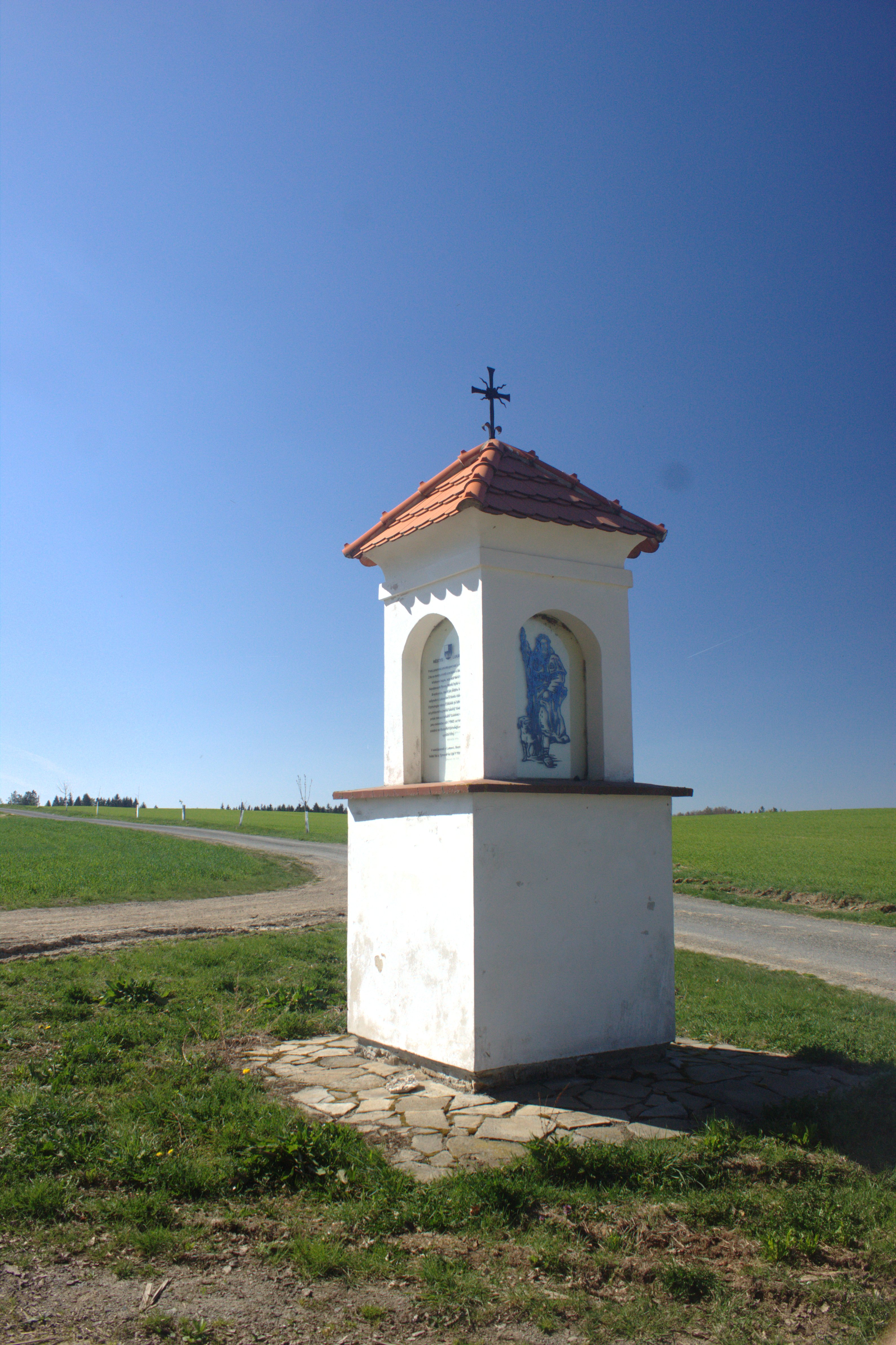
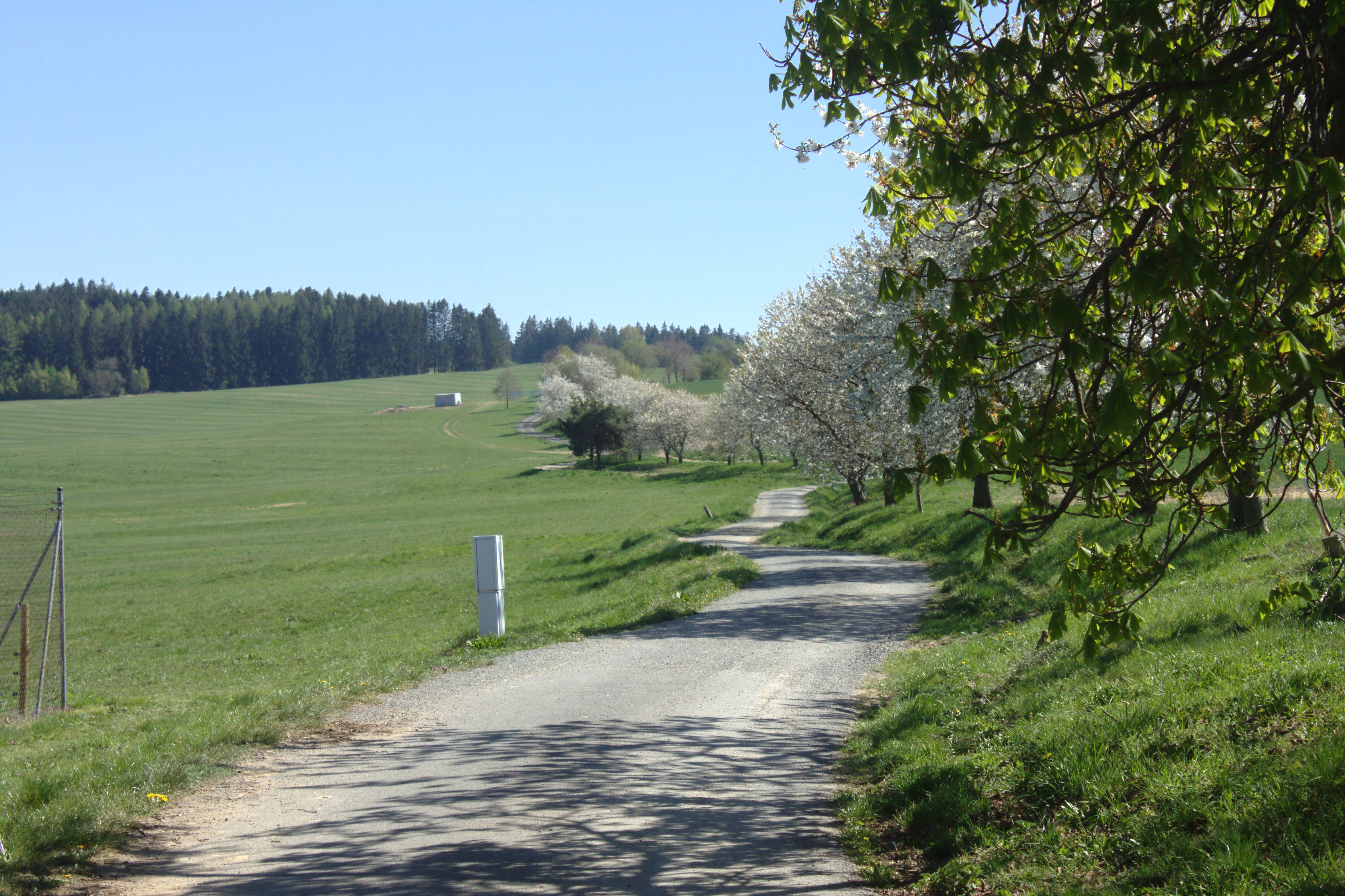
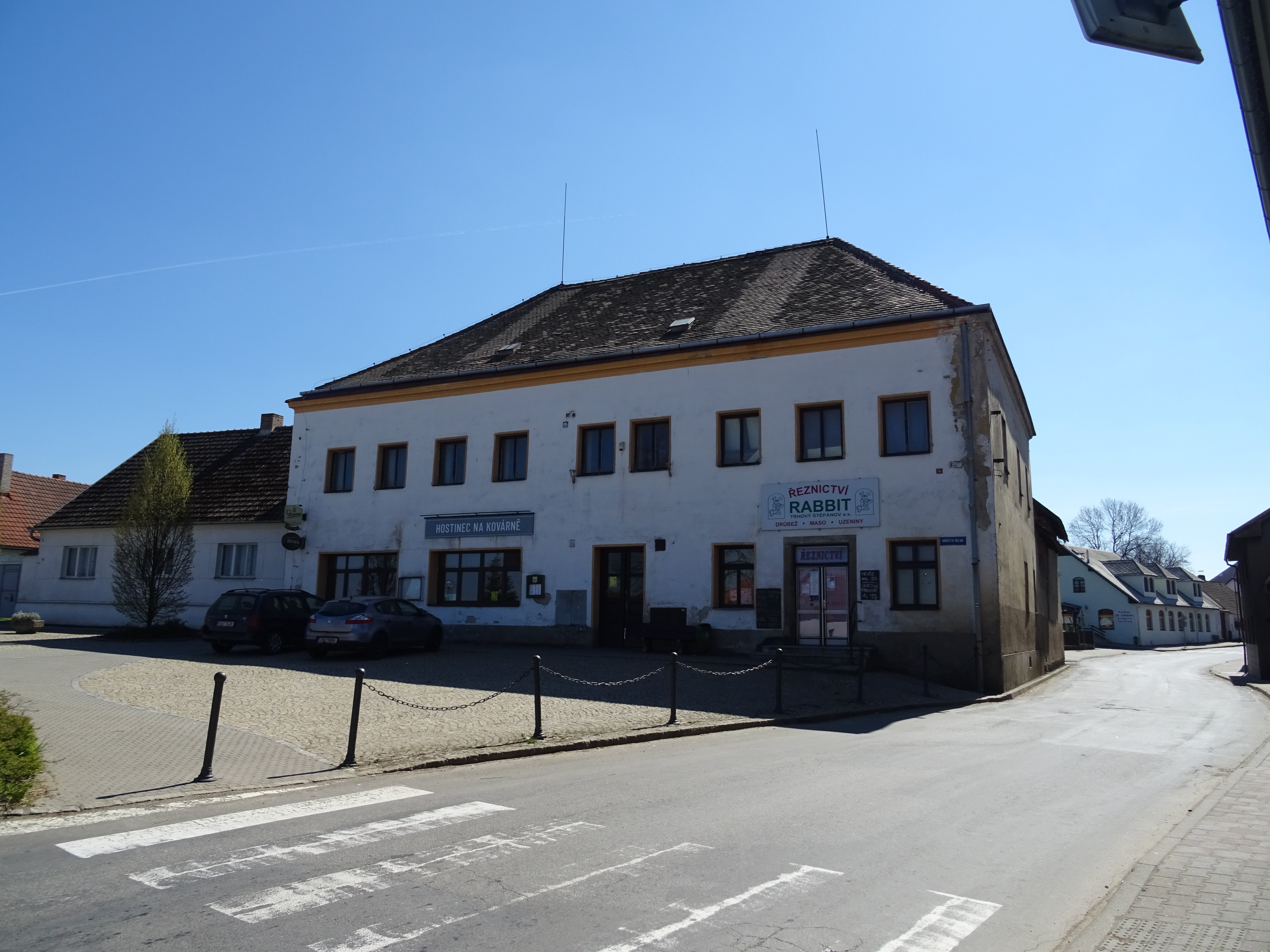